# Diadasia bituberculata
Diadasia bituberculata é uma espécie de abelha da família Apidae . É encontrada na América Central e na América do Norte.

## Reprodução
Na primavera, na Califórnia, as abelhas de trepadeiras machos brigam com seus pés traseiros enquanto procuram uma fêmea para acasalar. Os machos amontoam-se uns sobre os outros e formam as chamadas “bolas de acasalamento”, um nome impreciso, uma vez que não ocorre nenhum acasalamento. Em vez disso, os machos estão entrando em brigas. A fêmea pela qual eles estão competindo é pega no fundo, e às vezes a batalha é tão intensa que os machos a matam acidentalmente. Mas, se ela sobreviver, ela e o macho que venceu fogem e acasalam. Depois de acasalarem, as fêmeas escavam a terra compactada para fazer um ninho no subsolo, onde depositam os ovos. A maioria das espécies de abelhas do mundo – 70% – nidifica no solo. As abelhas trepadeiras neste vídeo escolheram um estacionamento de terra perto da cidade de Winters, no Vale Central. Essas abelhas nativas são conhecidas pelo nome científico Diadasia bituberculata. As fêmeas escavam incansavelmente a terra com as mandíbulas, amolecendo-a ao encharcá-la com o néctar que coletaram anteriormente. À medida que escavam o ninho, muitas vezes constroem uma torre na entrada. Essas torres de terra geralmente não são verticais: muitas delas parecem túneis, com entrada lateral. Outros curvam-se para baixo. Com suas entradas voltadas para o céu, as torres protegem os ninhos das abelhas quando as moscas da espécie Paravilla fulvicoma começam a soltar seus ovos do ar.
Em resumo, as abelhas da espécie Diadasia bituberculata usam diferentes tipos de túneis anexados aos ninhos para protegê-los das moscas-abelha, as quais depositam seus próprios ovos e as larvas nascem preparadas para predar das larvar de abelhas.